# Kirsten Bruhn
Kirsten Bruhn (* 3. November 1969 in Eutin, Schleswig-Holstein) ist eine deutsche Schwimmerin und eine der bekanntesten und erfolgreichsten Aktiven im deutschen Behindertensport.

## Leben
Kirsten Bruhn betreibt seit ihrem zehnten Lebensjahr Leistungsschwimmen. Sie legte 1990 ihr Fachabitur ab und ging anschließend für ein Jahr als Au Pair nach New Jersey in die Vereinigten Staaten.
Im Jahr 1991 wollte sie mit einem Studium im Fach Grafik und Design beginnen, erlitt jedoch einen Motorradunfall und in Folge eine inkomplette Querschnittlähmung mit Ausnahme der vorderen Oberschenkelmuskulatur. Seit diesem Unfall ist sie keine Fußgängerin mehr und benötigt als Hilfsmittel einen Rollstuhl. Zur Eigenmotivation betrieb sie weiterhin den Schwimmsport. 1993 durchlief sie eine Ausbildung zur Sozialversicherungsfachangestellten bei der AOK Schleswig-Holstein in Neumünster.
2002 meldete sich Bruhn erstmals zu einem Schwimmwettkampf im Behindertensport an und belegte bereits in dem Jahr bei der Internationalen Deutschen Meisterschaft in Berlin den ersten Platz in 50 m Rücken, den 3. Platz in 100 m Rücken sowie jeweils den vierten Platz in 50 m Freistil und 100 m Freistil. Seitdem nahm sie erfolgreich an zahlreichen Meisterschaften teil und zählt zu den schnellsten Handicap-Schwimmerinnen der Welt. Trainiert wird sie dabei von ihrem Vater Manfred Bruhn.
Bei den Paralympics 2004 in Athen gewann sie Gold über 100 Meter Brust, zweimal Silber und einmal Bronze. Im Jahr 2005 stellte sie 9 Welt-, 11 Europa- und 15 deutsche Rekorde auf. 2004, 2005 und 2008 wurde sie zur Sportlerin des Jahres mit Handicap des DBS gekürt. 2006 wurde sie als einzige deutsche Vertreterin für den Laureus Sport Award in Barcelona nominiert. Bei den Sommer-Paralympics 2008 in Peking gewann sie die meisten Medaillen im Team des Deutschen Behindertensportverbandes (DBS) mit Gold über 100 m Brust und Weltrekordzeit im Vorlauf, sowie einer Silber- und drei Bronze-Medaillen. Bei den Sommer-Paralympics 2012 gewann sie zum dritten Mal in Folge Gold über 100 m Brust und Silber über 100 m Rücken. Sie beendete Ende 2014 ihre paralympische Karriere.
Bruhn ist seit 2012 als Botschafterin für Rehabilitation, Prävention und Sport tätig beim Unfallkrankenhaus Berlin. Sie ist auch als Rednerin und Referentin in diesem Bereich aktiv.

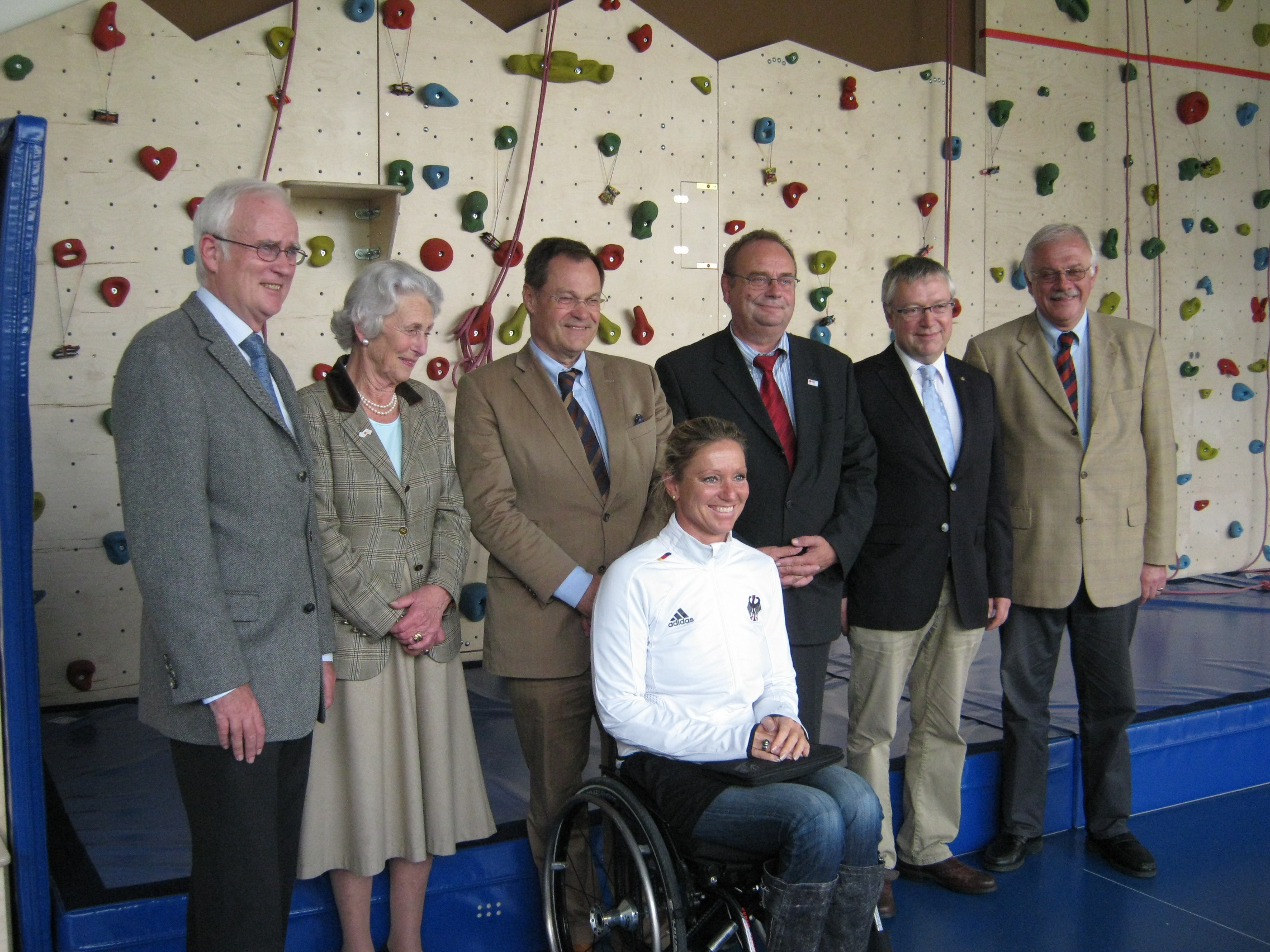
Kirsten Bruhn bei der Einweihung der Kletterwand im DRK-Schul- und Therapiezentrum Raisdorf (2011)

Seit 2001 ist Kirsten Bruhn Botschafterin für das DRK Schleswig-Holstein, seit 2008 auch für den Weißen Ring. Zudem engagiert sie sich in weiteren Ehrenämtern für und im Sport.
Kirsten Bruhn ist eine von drei Porträtierten in dem deutschen Dokumentarfilm „Gold – Du kannst mehr als Du denkst“, der auf der Berlinale 2013 am 15. und 16. Februar in der Rubrik Berlinale Spezial gezeigt wurde.
Für ihre außerordentlichen Leistungen bei den Paralympischen Sommerspielen 2012 wurde der Goldmedaillengewinnerin am 22. November ein Bambi (Kategorie „Sport“)
überreicht.
Seit 2015 trägt die 1972 eröffnete öffentliche Schwimmhalle in der Eutiner Riemannstraße, in der sie als Zweieinhalbjährige das Schwimmen lernte, Kirsten Bruhns Namen.
Im Juni 2015 wurde sie ins Präsidium des Behinderten-Sportverbandes Berlin gewählt.
Seit ihrer erstmaligen Wahl am 20. Juni 2015 ist Kirsten Bruhn auch ehrenamtliches Vorstandsmitglied des Landessportverbandes Schleswig-Holstein (LSV).
Im Jahr 2016 erschien ihre Autobiografie Mein Leben und wie ich es zurückgewann, im  selben Jahr fungierte sie als Expertin für die ARD bei den Paralympics 2016 in Rio de Janeiro.

## Erfolge (Auszug)
- Paralympisches Gold 2004, 2008 und 2012, (11 paralympische Medaillen insgesamt)
- 65-fache Deutsche Meisterin
- 54 Welt- und 64 Europarekorde
- sechsfache Weltmeisterin
- achtfache Europameisterin

## Auszeichnungen
- 2003–2014: Sportplakette des Landes Schleswig-Holstein
- 2004, 2005 und 2008: Sportlerin des Jahres des Deutschen Behinderten Sportverbandes (DBS)
- 2004, 2008 und 2012: Verleihung des Silbernen Lorbeerblattes durch den Bundespräsidenten
- 2013: Sparkassenpreis für Vorbilder im Sport
- 2005: Sportplakette des Landes Schleswig-Holstein[13]
- 2006: Nominierung Laureus Sports Award in Barcelona
- 2012: Bambi (Kategorie „Sport“)

## Schriften
- Kirsten Bruhn: Mein Leben und wie ich es zurückgewann, Neues Leben, Berlin 2016, ISBN 978-3-355-01844-9.